# Susana Lizano
Estela Susana Lizano Soberón (Ciudad de México, 29 de marzo de 1957) es una astrofísica e investigadora mexicana. Se ha especializado en el estudio teórico de la formación de las estrellas del universo.  Ingresó como miembro de El Colegio Nacional el 30 de noviembre de 2018.

## Estudios y docencia
Estudió la licenciatura en Física en la Facultad de Ciencias de la Universidad Nacional Autónoma de México (UNAM). En 1984 obtuvo una maestría y en 1988 un doctorado en Astronomía en la Universidad de California en Berkeley. De 1990 a 1991 realizó prácticas posdoctorales en el Observatorio Astrofísico de Arcetri.
Ha impartido cátedra de Astronomía, Física y Matemáticas en la UNAM y en la Universidad Michoacana de San Nicolás de Hidalgo, dirigiendo varias tesis de doctorado y licenciatura.

## Investigadora y académica
A su regreso a México se integró al Instituto de Astronomía UNAM y en 1996 se trasladó al Campus Morelia de la UNAM, participando en la creación del Instituto de Radioastronomía y Astrofísica (IRyA), del cual fue secretaria académica de 2003 a 2007. Fue nombrada directora del CRyA para el período 2007-2011 y 2011-2015.
Es investigadora nivel III del Sistema Nacional de Investigadores. De 1997 a 2003 participó con el Grupo de Trabajo sobre Formación Estelar y de 2003 a 2009 con el Comité Organizador de la División de Medio Interestelar de la Unión Astronómica Internacional.  De 2002 a 2004 fue consejera de la American Astronomical Society. Es miembro de la Academia Mexicana de Ciencias y de la Sociedad Mexicana de Física.

## Publicaciones
Ha escrito artículos de divulgación y capítulos de libros. Su trabajo de investigación ha sido citado en más de cinco mil quinientas ocasiones. Entre algunos de sus títulos se encuentran:
- “Formación de estrellas en nubes moleculares” en Formación estelar de la Universidad Nacional Autónoma de México y el Fondo de Cultura Económica en 1996.
- “La astronomía en México en el siglo XXI” en Estado actual y prospectiva de la ciencia en México de la Academia Mexicana de Ciencias en 2003.
- “La formación de estrellas y planetas” en Siete problemas de la astronomía contemporánea de El Colegio Nacional en 2004.
- “¿Cómo se forman las estrellas?” en Aportaciones científicas y humanísticas en el siglo XX de la Academia Mexicana de Ciencias en 2008.

## Premios y distinciones
- Premio de Investigación Mary Elizabeth Uhl por el Departamento de Astronomía de la Universidad de California en Berkeley en 1986.
- Premio de Investigación Científica en el área de Ciencias Exactas por la Academia Mexicana de Ciencias en 1996.
- Distinción Universidad Nacional para Jóvenes Académicos en el área de Investigación de Ciencias Exactas por la Universidad Nacional Autónoma de México en 1996.
- Beca Guggenheim otorgada por la John Simon Guggenheim Memorial Foundation en 1998-1999.
- Premio a la Investigación Científica por la Sociedad Mexicana de Física en 2001.
- Premio a la Investigación Científica y Humanística por el Consejo Estatal de Ciencia y Tecnología del Estado de Michoacán en 2006.
- Medalla “Marcos Moshinsky” por el Instituto de Física de la UNAM en 2010.
- Premio Nacional de Ciencias y Artes en el área de Ciencias Físico-Matemáticas y Naturales otorgado por la Secretaría de Educación Pública en 2012.[6]